# Squad
 Monkey Squad, SA de CV с    -   «Загін мавп») ( комерційне позначення - Squad) - мексиканська компанія, яка в основному розробляє комп'ютерні ігри . Розташована в місті Мехіко і найбільш відома своєю дебютною грою Kerbal Space Program . 
Основним завданням «Squad» є надання цифрових та інтерактивних послуг клієнтам, таким як Coca-Cola, Hewlett-Packard, Sony, Samsung і Nissan, включаючи створення сайтів, партизанський маркетинг, мультимедійні установки та розробку корпоративного іміджу  . Компанія багатопрофільна, частина з її продуктів відноситься до комп'ютерних ігор  . 

## Діяльність

### Kerbal Space Program
У жовтні 2010 року Феліпе Фаланге ( англ. Felipe Falanghe (він же під псевдонімом «HarvesteR») вирішив звернутися до власників Squad Адріану Гойї ( англ. Adrian Goya ) і Езекіль Айарзе ( англ. Ezequiel Ayarza ) з повідомленням про те, що збирається піти у відставку для того, щоб працювати над відеогрою. На це адміністрація Squad відповіла: "Феліпе, можете створити гру в Squad як проект компанії після закінчення свого поточного проекту." Так почалася розробка Kerbal Space Program - гра в жанрі космічний симулятор, демоверсія якої була вперше опублікована 24 червня 2011 року    . 
30 травня 2016 року Феліпе Фаланге заявив, що йде з посади провідного розробника Kerbal Space Program з огляду на те, що продовжить роботу в іншому, поки неназваному проекті  . 
31 травня 2017 року Squad оголосила, що Kerbal Space Program придбана Take-Two Interactive  . 

### Інші області
Squad має намір розгорнути діяльність і в інших областях, від виробництва звукозаписів до чистого маркетингу  . 